# Evelyn Hamanns Geschichten aus dem Leben
Evelyn Hamanns Geschichten aus dem Leben ist eine deutsche Fernsehserie mit Evelyn Hamann in der Hauptrolle, die von 1993 bis 2005 produziert wurde. Der Song Kiss in der Version von The Art of Noise mit Tom Jones (im Original von Prince)  war das Titellied der Serie.

## Inhalt
Evelyn Hamann stellt in dieser Fernsehserie alltägliche Situationen dar. Die einzelnen, 45- bis 60-minütigen Episoden beinhalten jeweils zwei bis drei kleinere, in sich abgeschlossene Geschichten, in denen Evelyn Hamann in unterschiedlichen Rollen im Mittelpunkt des Geschehens steht. Die Serie wurde zunächst am frühen Abend an unterschiedlichen Tagen gesendet und bekam im Jahr 2000 einen festen Sendeplatz mittwochs um 20.15 Uhr. Alle Folgen sind im deutschen Handel auf DVD erhältlich.

## Episodenliste
→ Hauptartikel: Episodenliste

## Kritik
„Evelyn Hamann zieht in den vielen verschiedenen Alltagsepisoden alle Register ihres schauspielerischen Könnens, stellt ihr großes komödiantisches Talent unter Beweis und zeigt ihre Vielseitigkeit. Die Geschichten, in denen sie stets die Hauptrolle übernimmt, sind mal heiter, mal besinnlich, mal rührend und mal komisch, aber immer menschlich und sehr authentisch.“